# Juan Fernando Niño
Juan Fernando Niño (Bogotá, Colombia; 15 de junio de 1990). Es un futbolista colombiano nacionalizado estadounidense. Juega como volante mixto.

## Biografía
Juan Fernando nació en Bogotá, la capital de Colombia. Luego, se fue a vivir junto con su familia de origen huilense a la ciudad de Houston en los Estados Unidos a la edad de 6 años. En Houston, entró a una academia de fútbol, y empezó a practicar este deporte.
Su primo Juan Pablo Guzmán también es futbolista, juega en Oklahoma City.

## Trayectoria

### Inicios
El bogotano empezó a jugar a los 6 años en una academia, cuando recién llegó a los Estados Unidos. Después, siguió jugando fútbol en su tiempo libre, hasta que entró al equipo de su universidad

### Liberty University
Cuándo entró a la Universidad de la Libertad en el estado de Virginia, el colombiano empezó a jugar a nivel amateur con el equipo Liberty University de su universidad. Su estancia en el equipo universitario, fue de 4 años desde 2008 hasta 2011, donde tuvo buenos partidos y gracias a ello se fue a jugar al Charlotte Eagles.

### Charlotte Eagles
Tras un año sin jugar a un buen nivel, en el 2013, Niño firmó su primer contrato profesional luego de fichar por el equipo Charlotte Eagles de la División Profesional USL que es el equivalente a la segunda división en los Estados Unidos. Allí, jugó nada más un partido, que significó su debut como profesional, dándose a conocer en el fútbol de ese país, ya que ese año su equipo sería subcampeón de la categoría.

### Atlético Huila
Tras un tiempo sin jugar, a finales del 2014, Juan Fernando volvió a Colombia, para probarse en el Atlético Huila. Luego de un tiempo estando a prueba, es contratado por el equipo Huilense para la temporada 2015. Su debut con la camiseta del Huila, fue en un "Clásico del Tolima Grande" contra el Deportes Tolima válido por Copa Colombia. A partir de ahí, Niño fue ganando minutos con su equipo llegando a ser titular durante la mayor parte del segundo semestre del año. Para el 2016, el volante seguiría siendo parte de la nómina titular jugando 10 partidos. Su estadía en la ciudad de Neiva, sería hasta mediados del año; cuándo su contrato acabó y se fue a jugar al Barranquilla F. C.

### Barranquilla F. C.
Luego de una buena etapa en el Atlético Huila, donde jugó varios partidos de buena manera, se fue a jugar al Barranquilla F. C., tras firmar un contrato en el mes de agosto del 2016.

## Clubes
| Club                 | País           | Año         |
| -------------------- | -------------- | ----------- |
| Liberty University   | Estados Unidos | 2008 - 2011 |
| Charlotte Eagles     | Estados Unidos | 2013        |
| Atlético Huila       | Colombia       | 2015 - 2016 |
| Barranquilla F. C.   | Colombia       | 2016        |
| San Antonio          | Estados Unidos | 2017        |
| Lovćen Cetinje       | Montenegro     | 2017        |
| Oklahoma City Energy | Estados Unidos | 2018        |